# Литературный институт имени А. М. Горького
Литерату́рный институ́т имени А. М. Го́рького (Литинститут, ЛИ имени А. М. Горького) — федеральное (во времена СССР — всесоюзное) высшее учебное заведение для подготовки литературных работников. Находится в Москве, в усадьбе на Тверском бульваре. Основан в 1933 году, современное название получил в 1936 году. До 1992 года по ведомственной принадлежности относился к Союзу писателей СССР, с 1992 по 2014 год находился в ведении Министерства образования и науки, с 2014 года — Министерства культуры Российской Федерации.

## История

### Советское время
Идея создания учебного заведения для подготовки профессиональных литераторов в Советском Союзе актуализировалась в 1932 году: ЦИК СССР хотел приурочить инициативу к 40-летней годовщине творческой деятельности Максима Горького, который занялся реализацией постановления властей на практике. Зимой 1933 года писатель составил учебную программу будущего института и отправил её на утверждение лично Иосифу Сталину.
6 февраля 1933 года газета «Вечерняя Москва» опубликовала проект положения о Литературном институте имени Максима Горького. Согласно документу, институт должен был состоять из трёх отделений: творческого (писательского), вузовского для подготовки литературоведов и литературных критиков и научно-исследовательского с аспирантурой.
Наркомпрос и ЦИК СССР не согласились с идеей организации вузовского отделения, в результате были созданы сразу два заведения — научный институт (будущий Институт мировой литературы РАН) и учебное заведение, первоначально — Вечерний рабочий литературный университет.
Ответственным за формирование кадрового состава университета назначили писателя и партийного функционера Владимира Ставского. 13 ноября 1933 года Ставский собрал совещание, на котором было отобрано 130 заявлений на поступление от участников литературных кружков. 1 декабря 1933 года состоялось торжественное открытие университета, на котором выступили поэт Демьян Бедный, критик Григорий Бровман, философ и представитель Института красной профессуры Леонид Коган. В 1936 году институт получил своё современное название. С 1937 года стал издаваться студенческий альманах.
С самого начала своей работы институт стал располагаться в здании бывшей усадьбы конца XVIII века, перестроенном после пожара в Москве 1812 года и традиционно приписываемом Доменико Жилярди. Также оно известно как «Дом Герцена»: в начале XIX века усадьба принадлежал дяде писателя, дипломату Льву Яковлеву, сам Александр Герцен здесь провёл детство и юность. В середине XIX века в усадьбе жил Дмитрий Свербеев, хозяин литературного салона, который посещали Александр Пушкин, Михаил Лермонтов, Николай Гоголь, Виссарион Белинский, Пётр Чаадаев, Евгений Баратынский, Алексей Хомяков. В 1920-е годы дом был передан писателям: в центральном корпусе находились РАПП и МАПП, а в обоих флигелях в разное время жили литераторы, не имевшие жилья в Москве: Осип Мандельштам, Юрий Олеша, Андрей Платонов, Василий Гроссман.
В здании Литературного института находилась редакция энциклопедии «Гранат»
В разгар кампании по борьбе с формализмом в литературе середины 1930-х годов многие сотрудники и слушатели института подверглись репрессиям. Своих преподавательских постов лишились критик Гавриил Федосеев, поэт и литературовед Илья Дукор, заведующий кафедрой русской литературы Фёдор Головенченко, только с 1935 по 1937 год было арестовано несколько десятков студентов.
К концу 1930-х годов назрела необходимость преобразований в Литинституте. В 1939-м, после утверждения нового руководства Союза писателей СССР, возникла идея реформировать вечернее учебное заведение в дневное. Подготовкой реформы занялся Гавриил Федосеев, в 1941 году занявший директорский пост (до 1961 года руководители института именовались директорами, затем была введена должность ректора). С 1942 года стали действовать очная и заочная формы обучения.
С началом Великой Отечественной войны более 100 студентов и сотрудников института ушли на фронт и в ополчение. Участниками битвы за Москву стали преподаватели Гавриил Федосеев, Сергей Шамбинаго, Лев Галицкий. Добровольцем в армию вступил советский литературовед Александр Аникст. Погибли на фронте воспитанники института Павел Коган, Михаил Кульчицкий, Николай Майоров, Георгий Эфрон, Елена Ширман.
Среди выпускников Литературного института и Высших литературных курсов немало фронтовиков, ставших известными писателями: Юлия Друнина, Виктор Курочкин, Григорий Бакланов, Григорий Поженян, Герой Советского Союза Сергей Курзенков, Эдуард Асадов, Юрий Бондарев, Яков Белинский, Владимир Бушин, Иван Пантелеев. Михаил Лобанов.
В 1983 году институт был награждён Орденом Дружбы народов. Фактически он стал центром многонациональной советской литературы: среди его выпускников были представители 50 национальностей.

### Литературные курсы
С 1953 года при институте стали работать Высшие литературные курсы, приём на которые осуществлялся с помощью творческого конкурса. Слушателями курсов в разные годы были писатели, поэты, публицисты и литературные критики, впоследствии получившие всесоюзную и мировую известность: Виктор Астафьев, Чингиз Айтматов, Николай Тряпкин, Алексей Прасолов, Пётр Проскурин, Валентин Сорокин — в 80-е годы он возглавит ВЛК, Владимир Личутин, Евгений Носов, Юрий Левитанский, Олесь Гончар, Новелла Матвеева. В 1955 году появилось отделение художественного перевода, где впервые в мировой практике началась профессиональная подготовка переводчиков поэзии и прозы на основе опыта переводческих семинаров при Союзе писателей и его региональных отделениях. Новое отделение возглавил переводчик Лев Озеров.

### Перестройка, 1990-е годы и современность
С 1983 по 2014 гг. Высшими литературными курсами руководил Валентин Сорокин. Поскольку курсы были в ведении Союза писателей СССР, в период развала страны у Сорокина была возможность приватизировать здание, где располагались курсы. Вместо этого Валентин Сорокин перевёл их в ведение Литературного института и сохранил курсам государственный статус.
С 1987 года ректор Литературного института назначался после выборов, проводившихся коллективом на основании действующего в данный момент законодательства в различных конфигурациях. В выборах всегда участвовали все штатные преподаватели, а также выборщики от студентов, аспирантов, всех служб и подразделений института.
В годы перестройки и в постсоветское время руководству и коллективу института пришлось решать как актуальные учебно-творческие, так и хозяйственно-административные задачи: реставрация главного здания и всех усадьбы, расширение площадей института и строительство новых корпусов, приведение учебных программ в соответствие с современными научными достижениями и требованиями, практическими нуждами рынка труда, организация библиотечной и архивной работы.
В декабре 2008 года в Центральном доме литераторов состоялся юбилейный съезд выпускников в честь 75-летия института, тогда же начала работу Международная ассоциация выпускников.
В 2010 году Литературный институт учредил литературную премию «Радуга» совместно с Итальянским культурным центром. Ею награждаются молодые авторы до 35 лет, пишущие на русском или итальянском языке. Размер премии — 5000 евро. В то же время начали выходить студенческий альманах «ЛИТИС» и журнал «Лампа и дымоход».
В июле 2014 года институт передали в ведение Министерства культуры. Исполняющим обязанности ректора был назначен Алексей Варламов (пост ректора занял в 2016 году после проведённых в институте выборов). В конце 2016-го были получены необходимые разрешения и финансирование для реконструкции института, начались ремонтные работы. В сентябре 2018 года реставрация главного корпуса была завершена, также на территории усадьбы построен небольшой учебный корпус.
Подробная, документально выверенная историческая и актуальная информация о Литературном институте содержится на его сайте.

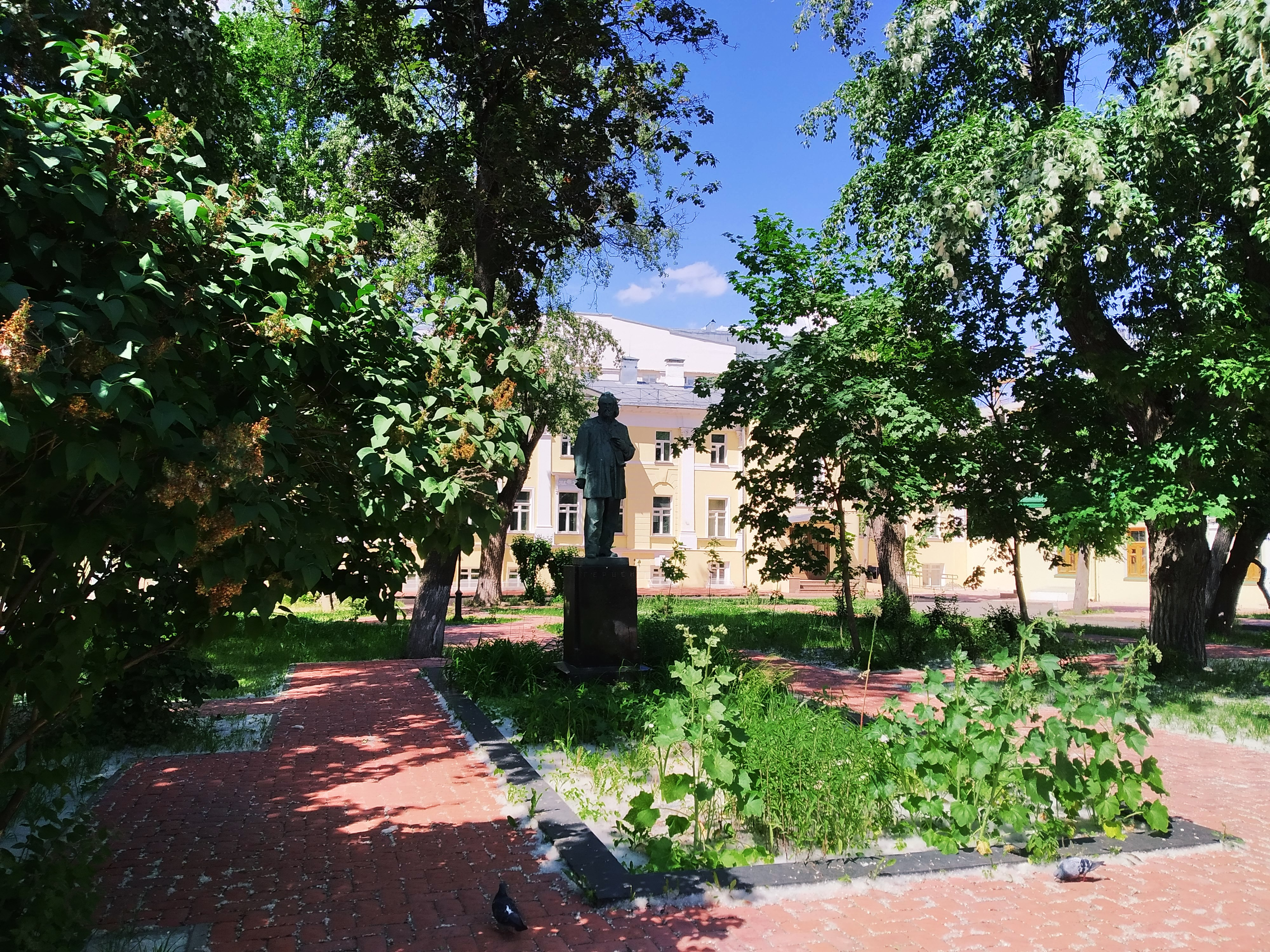
Литературный институт в 2024 году

В 2023 году институт удостоен Благодарности Президента Российской Федерации за заслуги в развитии отечественной культуры и искусства, многолетнюю плодотворную деятельность.

### Оценки современников
А. Т. Твардовский, услышав про желание из библиотечного института перейти в Литературный, «как бы встрепенулся, весь насторожился и с обидчивой назидательностью, напористо и убежденно возразил, что ни в коем случае не следует этого делать»

Литинститут <…> никакой специальности не дает. Там всех причесывают под одну гребенку; большой талант, само собой, он не сломает, а маленький — аннулирует

## Обучение

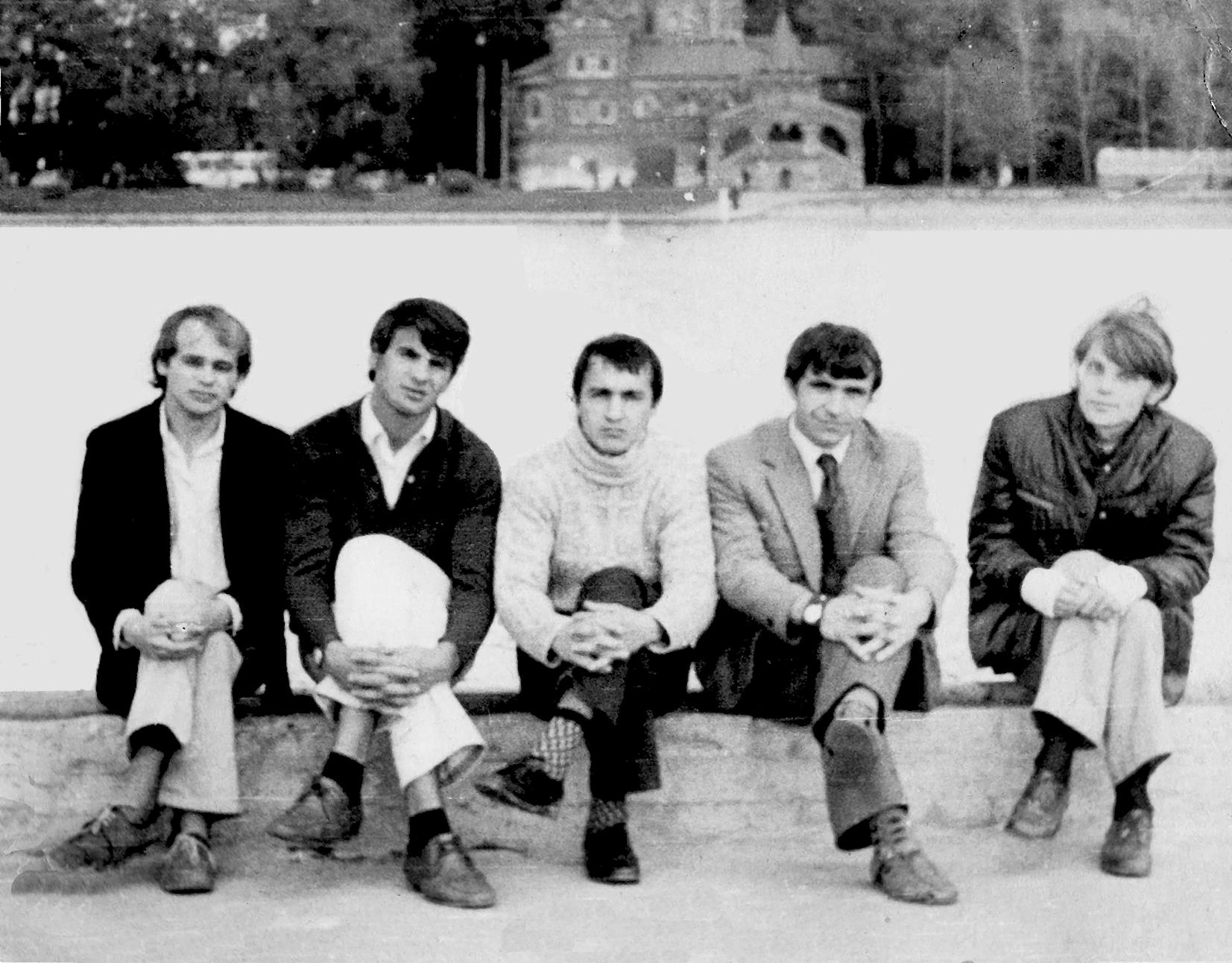
Первокурсники. Пётр Кошель, Вячеслав Корда, Вячеслав Фахрутдинов, Ярослав Павуляк, Юрис Чапиньш. 1974 год

В 2000—2015 гг. в Литературном институте работал диссертационный совет. Однако в связи с нарушениями, допущенными учёным советом Литинститута и новым руководством Литературного института, возглавившим вуз после ухода С. Есина с ректорской должности летом 2015 года, приказом МОН 852/нк Диссертационный совет Д 212.109.01 при Литинституте был закрыт.
Обучение в институте проходит по семи направлениям (семинарам): проза, поэзия, драматургия, детская литература, художественный перевод, литературная критика и публицистика. Художественному переводу обучают только на очном факультете, остальные направления доступны как очно, так и заочно. При поступлении абитуриенты сдают ЕГЭ по русскому языку и литературе, проходят творческий конкурс и собеседование, пишут литературный этюд. Срок обучения составляет 5 лет на очной и 6 лет — на заочной форме обучения. Имеется общежитие, студентам дневного отделения выплачивается стипендия.
Также при институте работают подготовительные курсы, лицей с вечерней формой обучения, аспирантура и докторантура, а также ряд учреждений дополнительного образования: Высшие литературные курсы, Высшая школа художественного перевода, курсы литературного мастерства, редакторов, корректоров, курсы иностранных языков Натальи Бонк.
Помимо граждан России и стран бывшего СССР, в Литературном институте обучаются граждане Австралии, Великобритании, Германии, Израиля, Ирана, Ирландии, Китая, Кореи, Польши, Сербии, США, Черногории, Японии, а также лица без гражданства. Институт сотрудничает с Кёльнским университетом (Германия), Тринити-колледжем (Ирландия), университетами Генуи, Катании, Тосканы, Милана и Бергамо (Италия), Брюссельским институтом переводчиков Высшей школы Брюсселя (Бельгия), Колорадо-колледжем (США).

## Структура
Факультеты:
- очный
- заочный.

Кафедры:
- литературного мастерства
- художественного перевода
- русской классической литературы и славистики
- новейшей русской литературы,
- зарубежной литературы
- русского языка и стилистики
- иностранных языков
- общественных наук.

Научно-образовательный и культурно-просветительный центр «Дом национальных литератур»

## Руководство
Директора
- Наумов И. Ф. (декабрь 1933 — октябрь1935)
- Борский М. А. (ноябрь 1935 — июль 1937)
- Жучков Андрей Лукьянович (ноябрь 1937 — Июль 1941)
- Федосеев Гавриил Сергеевич (7.07.1941 г. — октябрь 1944)
- Зайцев Алексей Фёдорович (16.10.1944 — 15.02.1945)
- Гладков Фёдор Васильевич (16.02.1945 — 17.10.1947)[28]
- Сидорин Василий Семёнович (и. о. директора института; 17.10.1947 — 10.04.1950)
- Фатеев Петр Степанович (10.04.1950 — 15.06.1952)
- Серёгин Иван Николаевич (и. о. директора института; 15.06.1952 — 15.01.1954)
- Петров Сергей Митрофанович (15.01.1954 — 7.03.1955)
- Поликарпов Дмитрий Алексеевич (и. о. директора института; 7.03.1955 — 15.10.1955)[29]
- Озеров Виталий Михайлович (1.12.1955 — 8.08.1957)
- Серёгин Иван Николаевич (14.08.1957 — 16.09.1964[30]; с начала октября 1961 — ректор)

Ректоры
- Мигунов Алексей Андреевич (и. о. ректора; октябрь 1964 — 11.02.1965)
- Пименов Владимир Фёдорович (11.02.1965[31] — 19.03.1985)
- Егоров Владимир Константинович (19.03.1985[32] — 18.07.1987[33])
- Сидоров Евгений Юрьевич (20.07.1987[34] — 10.02.1992[35])
- Есин Сергей Николаевич (27.03.1992[36] — 19.12.2005[37])
- Толкачёв Сергей Петрович (и. о. ректора; 20.12.2005 — 23.03.2006)
- Тарасов Борис Николаевич (23.03.2006 — 2.04.2014[38])
- Царева Людмила Михайловна (и. о. ректора; 3.04.2014 — 7.10.2014)
- Варламов Алексей Николаевич (7.10.2014 г.[39] — по наст. вр.)